# Tatarbajevo
Tatarbajevo (orosz betűkkel: Татарбаево, baskír nyelven: Татарбай) falu Oroszországban, a Baskír Köztársaságban, a Miskinói járásban.

## Népesség
- 2002-ben 546 lakosa volt, melynek 94%-a tatár.
- 2010-ben 445 lakosa volt.